# Rio Cuyúni
O rio Cuyúni é um curso d'água sul-americano que banha o noroeste da Guiana e parte do Estado de Bolívar, a leste da Venezuela. Em alguns locais serve como fronteira entre os dois países, em cerca de 100 km. 
A central de energia hidroelétrica de Kamaria está situada na parte guianesa deste rio, rico em ouro. 
A ilha Anacoco se localiza na confluência do Cuyúni e do Wenamu. A Venezuela anexou a metade guianesa da ilha em 1966 como parte da sua reclamação sobre o território em disputa da Guiana Essequiba.
Até à atualidade, a parte guianesa de Ancoco está sob domínio venezuelano.